# Rahia
Rahia est une commune de la wilaya d'Oum El-Bouaghi en Algérie.

## Géographie

### Localités de la commune
La commune de Rahia est composée de 14 localités :
- Boussekren
- Aïn Sedjra
- Aïn Dhieb
- Aïn Nechmaya
- Aïn Laoura
- Aïn Beida
- Safel Djedidi
- Ras Djiedidi
- Argoub Deboua
- Henchir Dahech
- Henchir Hasram
- Bir Laouar
- Safel Behaïr
- Gueltet Ahmed